# Yoshio Inaba
Yoshio Inaba (稲葉 義男?, Inaba Yoshio; Narita, 15 luglio 1920 – Suginami, 20 aprile 1998) è stato un attore giapponese.

## Biografia
Apparve in oltre quaranta pellicole, di cue due dirette da Akira Kurosawa (I sette samurai e Il trono di sangue). La sua interpretazione più celebre è probabilmente quella del buon samurai Gorōbei Katayama ne I sette samurai del 1954.
Fu anche prolifico attore teatrale e membro della compagnia Gekidan Haiyūza.
Morì nel 1998 a seguito di un attacco di cuore.

## Filmografia parziale
- I sette samurai (Shichinin no samurai, 七人の侍), regia di Akira Kurosawa (1954)
- Zoku Miyamoto Musashi: ichijōji no kettō (続宮本武蔵 一乗寺の決闘), regia di Hiroshi Inagaki (1955)
- Arashi (嵐), regia di Hiroshi Inagaki (1956)
- Il trono di sangue (Kumonosu-jō, 蜘蛛巣城), regia di Akira Kurosawa (1957)
- Harakiri (Seppuku, 切腹), regia di Masaki Kobayashi (1962)
- Samurai (侍), regia di Kihachi Okamoto (1965)
- Chinmoku (沈黙), regia di Masahiro Shinoda (1972)
- L'ultima sfida, regia di John Frankenheimer (1982)